# Coroa Vermelha
Coroa Vermelha és una cala a la part més meridional de l'estat de Bahia (Brasil), situada entre Santa Cruz Cabrália i Porto Seguro.
És la seu de la reserva indígena Pataxó, amb un poble on els autòctons venen artesania (collarets de llavors, estris de cuina, etc.). També s'hi troba la platja homònima, on es va produir el descobriment oficial del Brasil el 22 d'abril de 1500 i la primera missa al Brasil, que va ser celebrada pels sacerdots de la flota de Cabral el 26 d'abril de 1500.

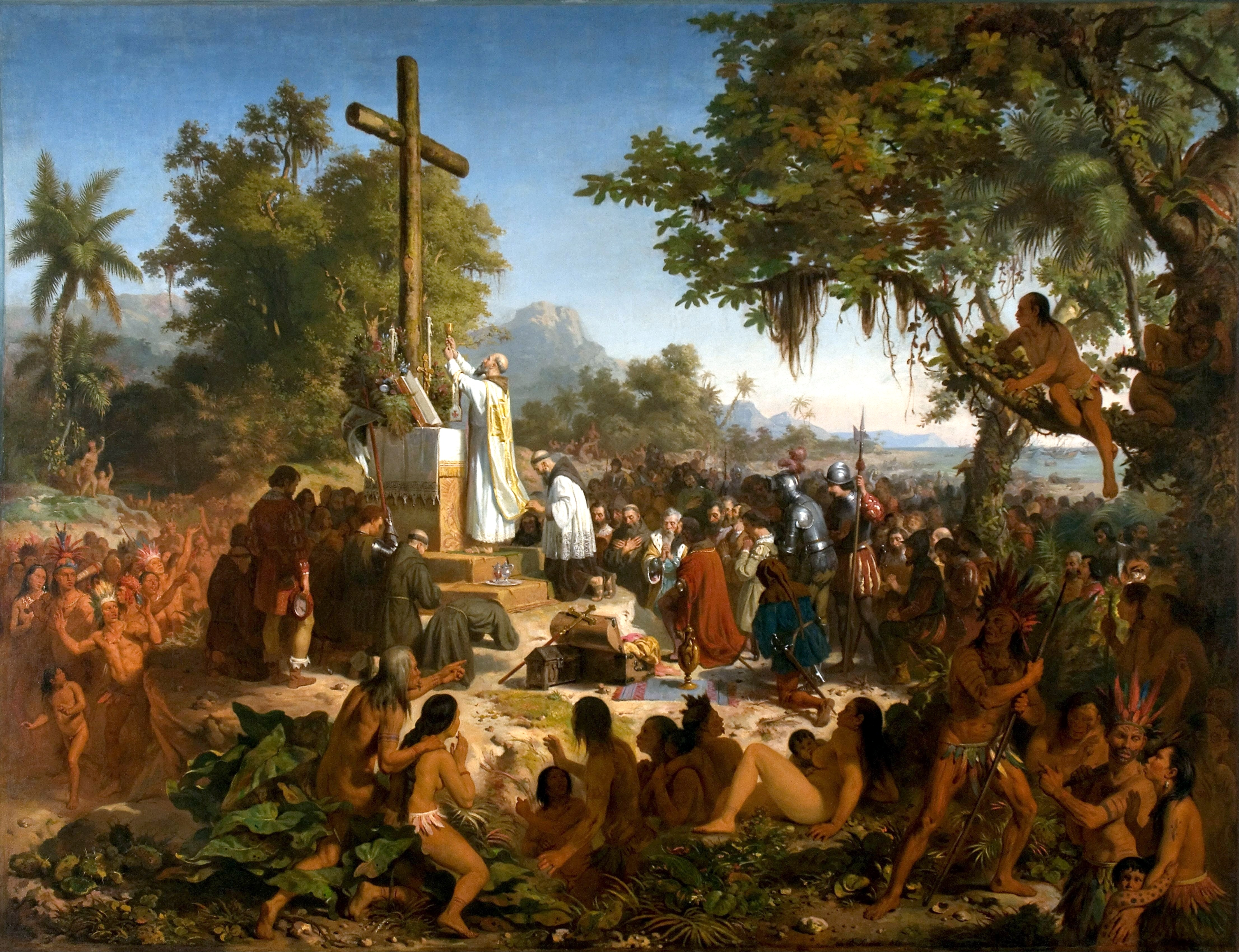
La primera missa al Brasil, pintura de Victor Meirelles (1860)

Rep el nom del gran escull de corall de color taronja que té.